# Мангасаров Аркадій Акопович
Аркадій Акопович Мангасаров (рос. Аркадий Акопович Мангасаров нар. 1935) — радянський футболіст, нападник.

## Життєпис
З 1957 по 1959 рік виступав за «Кубань», яка в ті роки називалася в тому числі й «Нафтовиком», у 80 матчах першості забив 15 м'ячів, ще провів 3 зустрічі і забив 1 м'яч у Кубку СРСР. З 1960 по 1961 рік захищав кольори харківського «Авангарду», в складі якого дебютував у вищій за рівнем лізі СРСР, де зіграв 36 матчів і забив 4 м'ячі.
У сезоні 1961 року був у складі бакинського «Нафтовика», однак на поле не виходив. У 1962 році виступав за єреванський «Спартак», за який провів 13 матчів і забив 1 м'яч у чемпіонаті. У 1963 році грав за карагандинський «Шахтар», взяв участь у 11 зустрічах команди в першості, і ще 1 матч провів у Кубку СРСР. Завершував сезон 1963 року в «Тереку».